# 西山前李宅
西山前李宅，是中華民國金門縣金沙鎮三山里西山前聚落的一座歷史建築，以木作精巧而著稱，為金門縣縣定古蹟。

## 歷史
西山前的李氏家族於明初從漳州遷入，很早就下南洋在新加坡一帶經商，西山前李宅為在新加坡老巴刹口開設“金振美號九八行”、“金玉美號九八行”的李氏族人李冊騫、李撻於新加坡致富後返鄉興建，大宅前座的始建年代為光緒十年（1884年），而後座則早在光緒六年（1880年）就破土動工。民國七十七年（1988年）中華民國内政部公告其為第三級古蹟，民國八十三年（1994年）進行第一次整修，民國八十六年（1997年）改金門縣縣定古蹟。

## 建築
西山前李宅為泉州晉江風格的翹脊式合院建築，分為前後兩部分，前座為五開間三進式（金門人稱五開間建築物為「六路大厝」），後座為五開間兩進式，以花崗石、紅磚和木質結構建成，前座較大，有十六個房間，當地人稱「十六間厝」。後座較小但在木工雕飾上相較於前座更為華麗，前後座正門均用花崗石做成門框，門框上安有一對圓形雕花青斗石門簪，前座的門額為“山明水秀”，後座的門額為“福星高照”，宅門外墻刻有孟浩然的詩句「青山郭外斜，開軒面場圃」，宅内保存有李撻捐得五品同知奉政大夫的聖旨龕等其他文物。

## 保護
西山前李宅由於上一次修復時防水層的處理和防蟲蟻的技術不如現今，在漏水以及白蟻侵蝕的破壞下，前座中、後落屋瓦、望磚掉落造成屋頂漏水，導致椽條及桁檁損壞嚴重，後座也有同樣的問題。建築物的木構件因漏水而遭白蟻及真菌蛀蝕，白灰牆面也遭到霉菌的污染。金門縣文化局自2009年2月起籌資1,200萬新台幣，採傳統方法對建築進行緊急修復，工程主要進行修復並加強防水及防蟻工作，配合污水管線以及屋脊防漏等至2011年2月修復完成。